# آنجلو بنسیونگا
آنجلو بنسیونگا (انگلیسی: Angelo Bencivenga؛ زادهٔ ۲۵ ژوئیهٔ ۱۹۹۱) بازیکن فوتبال اهل ایتالیا است.
از باشگاه‌هایی که در آن بازی کرده‌است می‌توان به باشگاه فوتبال پارما، باشگاه فوتبال لچه، باشگاه فوتبال آ. ث. لومتزانه، باشگاه فوتبال کومو، باشگاه فوتبال لیورنو، باشگاه فوتبال پرو ورچلی، و باشگاه فوتبال ترنانا اشاره کرد.